# پندارها
پندارها نوشته  سید احمد کسروی تبریزی (۸ مهر ۱۲۶۹–۲۰ اسفند ۱۳۲۴) تاریخ‌نگار، زبان‌شناس، پژوهشگر، حقوق‌دان و اندیشمند ایرانی در توصیف خرافه‌گرایی و بیان تحولات فرهنگی ایران است.
«منظور از پندار اموری است که با خرد و عقلِ خدادادی انسان سازگار نیست اما عده‌ای بر آن باورند. رایج‌ترین پندارهایی که در این اثر به آنها پرداخته شده عبارتند از: پیشگویی (نه پیش‌بینی)، فالگیری، ستاره‌شماری، چهره‌بینی، کف‌بینی، استخاره، جادو، جن‌گیری، دعانویسی، عطسه، خوابنما، گفتگو با مردگان، طلسم و…»

## دیباچه مؤلف
بنام پاک آفریدگار
دیباچه
پیشگویی و فالگیری و رمل و ستاره‌شماری و کف‌بینی و چهره‌بینی و جادوگری و افسونگری و شعبده‌بازی و دعانویسی و جن‌گیری و گفتگو با مردگان و مروا و مرغوا و مانند اینها همه کارهای زیانمند و بیرون از آیین سپهر است و چون سرچشمه آنها پندار می‌باشد همه را در اینجا زیر عنوان «پندارها» گرد آورده‌ایم ولی چون از روی چبود به چند رشته‌است ما هر رشته را جدا گرفته در گفتار جداگانه سخن خواهیم راند.
احمد کسروی

## محتوا
در کتاب «پندارها» تحولات فرهنگی در ایران پس از اسلام با نگاهی به وضع فرهنگ عمومی مردم ایران کاوش شده‌است. شاید بتوان این کتاب را در زمره آثاری بشمار آورد که برای شناخت دیدگاه‌های فرهنگی و اجتماعی نویسنده مؤثر و مهم است.

## انگیزهٔ نگارش
کسروی کارش را کوتاه ولی گویا چنین توصیف می‌کند:
ما هر آنچه در این کتاب نوشتیم دلیلها برایش یاد کردیم، ما به آن بس نکردیم که بگویم این پندارها دلیلی به راست بودنشان نیست. خود دلیلها به دروغ بودن هر یکی از آنها آوردیم. روی همرفته زمینه را چه از دیده دانشها و چه از راه دین و خداشناسی و چه از روی سود و زیان زندگانی روشن گردانیدیم.

## ساختار کتاب
مقدمه
دیباچه
گفتار یکم: آیا توان پیشگویی کرد؟
گفتار دوم: آیا توان از جادو هوده‌ای برداشت؟
گفتار سوم: آیا چیزهایی خوش یا بد شگون تواند بود؟
گفتار چهارم: آیا در خواب آینده را توان دید؟
گفتار پنجم: آیا با مردگان گفتگو توان داشت؟
گفتار ششم: آیا رشته کارها در دست خود آدمیان است؟
ضمایم:
پیوست اول: لغات نو
پیوست دوم: لیست کتابها

## نمونه‌ای از متن کتاب
دین برای شناختن آیین خدا و زیستن از روی آن آیین می‌باشد. راستی را دین برای این است که مردمان، جهان و زندگی را نیک شناسند و به هر کار از راهش درآیند.
ما آشکار می‌بینیم خدا آدمیان را در این جهان در کارهاشان آزاد گزارده‌است. هر کسی با فهم و خرد آزاد، تواند به کارهای نیک و سودمند پردازد یا به کارهای بد و زیانمند برخیزد. هیچ گونه ناچاری در میان نمی‌باشد.
باید بجای اینها (پندارها)، هوش و خرد را بکار برد و راه‌هایی را که مایه آسانی زندگانی و خوشی آن تواند بود پیش گرفت. ما را هیچ نیازی به دانستن آینده نیست.